# Sud Radio
Sud Radio (Radio Sur) es una estación de radio privada francesa, fundada en 1958. Hasta 2017, tuvo su sede en Labège, Alto Garona (cerca de Toulouse), antes de trasladarse a Courbevoie, Altos del Sena. Esta reubicación a la región parisina permite que la radio reciba a más políticos y otras personalidades para entrevistas en el estudio.

## Historia
El 29 de octubre de 1951 se constituyó Andorradio SA con una participación del 51% de Sofirad, con el objetivo de crear una nueva emisora de radio en Andorra. La emisora finalmente empezó a emitir el 18 de septiembre de 1958 y pasó a denominarse Andorradio. El 29 de marzo de 1961 se firmó un acuerdo que permitía a dos estaciones transmitir desde Andorra. La radio francesa, anteriormente llamada Radio des Vallées d'Andorre ("Radio de los Valles de Andorra") se convirtió en Sud Radio ("Radio Sur") en 1966.
En marzo de 1986, Sud Radio recibió permiso para transmitir en la banda francesa de FM. Al año siguiente, la compañía farmacéutica Laboratoires Pierre Fabre tomó el control de Sud Radio junto con inversores regionales. A su vez, la radio adquirió una participación mayoritaria en 1990 para adquirir una de las primeras emisoras de radio locales de Francia, anteriormente propiedad del club de fútbol profesional Girondins de Bordeaux: Wit FM.
En 1994, Sud Radio amplió su área de radiodifusión, cubriendo 22 departamentos del sur de Francia. En 1997, el programa de Sud Radio comenzó a emitirse sobre el paquete del Canal Satélite.
En noviembre de 2005, Laboratoires Pierre Fabre vendió Sud Radio al holding Sudporter propiedad del grupo Start, con sede en Orleans. Al año siguiente se lanzó una nueva parrilla junto con un nuevo logo, un nuevo formato más Top-40 Pop y el lema "Show & Info".
En 2008, Sud Radio trasladó sus estudios a Labège, cerca de Toulouse, e inauguró una corresponsalía permanente en Marsella. Un nuevo transmisor permitió una cobertura adicional en Marsella y Aix-en-Provence y consiguió una audiencia potencial de más de 1,3 millones de personas.
En noviembre de 2010, el Consejo Superior Audiovisual (CSA) permitió a Sud Radio transmitir en Clermont-Ferrand y Limoges. Ese mismo año, el grupo Start cambió su nombre para pasar a ser Sud Radio Groupe. En enero de 2011, la CSA seleccionó a Sud Radio para transmitir en París para el área parisina y la región de Île-de-France en la frecuencia 99.9 FM, comenzando a transmitirse el 10 de agosto de 2011.
En 2012, Jean-Éric Valli decidió vender Sud Radio. En noviembre de ese año se iniciaron negociaciones exclusivas con Marc Laufer (ex director general de NextRadioTV) para la adquisición de la emisora. Su proyecto contemplaba que el formato de Sud Radio se convirtiera en una emisora generalista de noticias empresariales, similar a BFM Business. Sin embargo, el 14 de febrero de 2013, Sud Radio Group anunció que había puesto fin a las negociaciones con Marc Laufer.
El 4 de abril de 2013, CSA finalmente validó la transferencia de la radio a Fiducial. El 9 de septiembre de 2013, CSA validó la adquisición de Sud Radio por un importe de 7 millones de euros del grupo Sud radio por parte de Fiducial Médias, quien se comprometió a reforzar y aclarar las disposiciones contractuales relativas a la proporción máxima de tiempo de emisión dedicado a la música con respecto a otros programas, en particular los de información y entretenimiento, así como el lugar otorgado al rugby en los programas, y para la categoría B del servicio Sud Radio, en los horarios de difusión de informaciones y encabezados de la programación regional.

## Área de transmisión
Sud Radio transmite a lo largo de 29 departamentos que se encuentran en 7 regiones históricas, que son Aquitania, Auvernia, Languedoc-Rosellón, Lemosín, Isla de Francia (desde agosto de 2011, como Sud Radio+, porque la estación transmite geográficamente en el Sur de Francia), Mediodía-Pirineos y Provenza-Alpes-Costa Azul.